# Ялунин, Владимир Увенальевич
Владимир Увенальевич Ялунин (25 октября 1951, Ижевск, Удмуртская АССР, РСФСР, СССР — 5 февраля 2022, Одинцовский городской округ, Московская область, Россия) — советский и российский деятель органов внутренних дел и государственный деятель.
Начальник Главного управления исполнения наказаний Минюста России (август 1998 — 15 декабря 2004). Заместитель министра юстиции Российской Федерации (15 декабря 2004 — 11 августа 2006). Кандидат юридических наук (2004), профессор. Генерал-полковник внутренней службы (2002). Действительный государственный советник Российской Федерации 3-го класса (2007).

## Биография
Родился 25 октября 1951 в Ижевске.
В 1975 окончил машиностроительный факультет Ижевского механического института, в 1982 окончил Академию МВД СССР. В 2004 во Владимирском юридическом институте Минюста России защитил диссертацию по теме «Реформа уголовно-исполнительной системы современной России: проблемы, тенденции, перспективы» на соискание учёной степени кандидата юридических наук по специальности «судебная власть».
Службу в органах внутренних дел начал в 1977.
С 1977 по 1993 — работал в управлении исправительных трудовых учреждений Министерства внутренних дел Удмуртской АССР.
С 1993 по 1994 — заместитель министра внутренних дел Удмуртской Республики — начальник Службы милиции общественной безопасности.
С 1994 по 1996 — заместитель начальника Главного управления материально-технического и военного снабжения МВД России.
С 1996 по 1997 — начальник управления тыла Главного управления исполнения наказаний МВД России.
С декабря 1997 по август 1998 — консультант Управления законодательства о государственной безопасности и правоохранительной деятельности Министерства юстиции России, занимался вопросами перевода Главного управления исполнения наказаний из состава МВД России в ведение Министерства юстиции России.
С августа 1998 по 15 декабря 2004 — начальник Главного управления исполнения наказаний Министерства юстиции России.
Указом Президента Российской Федерации в 2002 присвоено специальное звание «генерал-полковник внутренней службы».
С 15 декабря 2004 по 11 августа 2006 — заместитель министра юстиции Российской Федерации, член коллегии Минюста России.
Являлся советником Генерального прокурора Российской Федерации и служащим аппарата Счётной палаты Российской Федерации. Автор более 20 научных публикаций. Академик, профессор Академии проблем безопасности, обороны и правопорядка (ликвидирована в 2009 по решению суда).
5 февраля 2022 года поехал кататься на квадроцикле и пропал возле села Аксиньино Одинцовского городского округа Московской области. Провалился под лёд в Москву-реку на квадроцикле и утонул. Поиски тела продолжались до обнаружения 20 февраля 2022 года.

## Классный чин
- Действительный государственный советник Российской Федерации 3-го класса (21 июля 2007)[6]

## Семья
Женат, имеет пятерых детей. Жена Ялунина ( Бекетова ) Марина Викторовна 25.10.1975 г.р

## Награды
Государственные
- Орден Трудового Красного Знамени (1979)
- Орден «За личное мужество» (9 ноября 1993) — за мужество и отвагу, проявленные при выполнении специального задания в условиях, сопряжённых с риском для жизни[7]
- Орден Мужества (1995, 2001)
- Орден «За заслуги перед Отечеством» IV степени (1999)

Общественные
- Лауреат премии имени Петра Великого (с вручением золотой медали) — за выдающийся вклад в развитие и укрепление Государства Российского (2003)